# Les Frères Krays
Pour plus de détails, voir Fiche technique et Distribution.
Les frères Kray (The Krays) est un film britannique réalisé par Peter Medak, sorti en 1990. 

## Synopsis
L'histoire vraie des deux jumeaux Kray qui, pendant les années 60, ont régné sur la pègre de Londres tout en recevant le gratin du cinéma.

## Fiche technique
- Titre : Les Frères Kray
- Titre original : The Krays
- Réalisation : Peter Medak
- Scénario : Philip Ridley
- Photographie : Alex Thomson
- Costumes : Lindy Hemming
- Production : Jim Beach et Michele Kimche
- Musique : Michael Kamen
- Pays d'origine :  Royaume-Uni
- Format : couleurs
- Durée : 119 minutes
- Genre : aventure
- Date de sortie : 
  -  Royaume-Uni : 27 avril 1990
  -  États-Unis : 9 novembre 1990
  -  France : 17 juillet 1991

## Distribution
- Gary Kemp : Ronald Kray
- Martin Kemp : Reggie Kray
- Billie Whitelaw : Violet Kray
- Tom Bell : Jack McVitie
- Susan Fleetwood : Rose
- Kate Hardie : Frances
- Gary Love : Steve
- Steven Berkoff : George Cornell
- Jimmy Jewel : Cannonball Lee
- Barbara Ferris : Mrs Lawson
- Victor Spinetti : Mr Lawson
- John McEnery : Eddie Pellam
- Norman Rossington : Shopkeeper
- Michael Joseph Carr : Eddie
- Ian Burfield : Whip
- Murray Melvin : News agent
- Sadie Frost : Sharon Pellam
- John H. Stracey : Boxer
- Angus MacInnes : Palendri
- Michael Tezcan : un gangster italien
- Vernon Dobtcheff : Professeur